# WASP
WASP é o acrônimo que em inglês significa "Branco, Anglo-Saxão e Protestante" (White, Anglo-Saxon and Protestant). Com frequência usada em sentido pejorativo, presta-se a designar um grupo relativamente homogêneo de indivíduos de religião protestante e ascendência britânica que supostamente detêm enorme poder econômico, político e social. Costuma ser empregada para indicar desaprovação ao poder excessivo de que esse grupo gozaria na sociedade norte-americana. Salvo em tom jocoso, é incomum que alguém se refira a si mesmo como um WASP. Em termos mais genéricos, a expressão pode ser aplicada a qualquer descendente de Europeus (não necessariamente britânicos), mas não a católicos, judeus, pretos, latinos americanos, nativos americanos e asiáticos.
O termo "Anglo-Saxão" tem sido usado há séculos para nomear o idioma falado pelos habitantes da Inglaterra antes de 1066, e desde o século XIX é amiúde empregado para fazer referência a pessoas de ascendência inglesa. O "W" e o "P" foram acrescentados na década de 1950 para formar um epíteto espirituoso, em que se nota um eco do adjetivo "waspish" (irascível, petulante) e do substantivo "wasp" (vespa). 
Foi o cientista político Andrew Hacker quem, em 1957, fez pela primeira vez uso acadêmico do termo, observando que já se tratava de expressão incorporada ao jargão sociológico.